# Stanisław Goszczurny
Stanisław Goszczurny (ur. 25 września 1929 w Kaliszu, zm. 13 maja 2003 w Warszawie) – polski pisarz i dziennikarz marynistyczny.

## Życiorys

### Młodość
Urodził się w robotniczej rodzinie Ignacego i Stanisławy Marczak. W 1947 roku ukończył Gimnazjum im. Tadeusza Kościuszki w Kaliszu, zdając tzw. małą maturę. Rok później zgłosił się do Oficerskiej Szkoły Artylerii Przeciwlotniczej w Koszalinie. W latach 1949–1950 był zatrudniony w Komendzie Wojewódzkiej Służby Polsce w Gdańsku, jednocześnie uczył się w liceum dla dorosłych. Rok 1949 przyniósł mu pierwsze doświadczenie prasowe w „Głosie Wybrzeża”. W 1950 roku zdał egzamin maturalny. Ukończył dziennikarstwo na Uniwersytecie Warszawskim. Studiował też prawo na Uniwersytecie Poznańskim. Debiutował w 1950 roku na łamach Polskiego Radia jako praktykant dziennikarski.

### Działalność kulturalna i literacka
W latach 1950–1968 był reporterem, kierownikiem redakcji, zastępcą redaktora naczelnego, a od 1968 do 1974 roku redaktorem naczelnym Rozgłośni Gdańskiej Polskiego Radia. W 1956 roku udał się w półroczny rejs do Chin. Od 1979 roku mieszkał w Warszawie. W latach 1981–1989 był redaktorem dziennika „Rzeczpospolita”. Od roku 1982 do 1984 piastował stanowisko dyrektora departamentu Naczelnego Zarządu Kinematografii w Ministerstwie Kultury. W 1990 roku przeszedł na emeryturę.
W roku 1961 wydał swoją pierwszą powieść, zatytułowaną „Mewy”, której akcja toczy się w Gdańsku. Utwór doczekał się 6 wznowień. Dwa lata później wydał poradnik dla radiowęzłów „Halo, tu głos załogi”. W 1965 roku wstąpił do Związku Literatów Polskich. Po roku działalności awansował na wiceprezesa Oddziału Gdańskiego ZLP. Był autorem 27 książek. Przez ponad 20 lat współpracował z Wydawnictwem Morskim. Utwory Goszczurnego drukowały także Wydawnictwo MON, Krajowa Agencja Wydawnicza, „Iskry”. Opracował dodatkowo dwa scenariusze filmowe.

### Działalność polityczna
Od 1956 roku należał do Polskiej Zjednoczonej Partii Robotniczej. Pełnił funkcję I sekretarza Podstawowej Organizacji Partyjnej przy Oddziale Gdańskim Związku Literatów Polskich. W 1968 roku został delegatem Gdańska na V Zjazd PZPR. Obejmował stanowisko przewodniczącego Komisji Propagandy Komitetu Miejskiego PZPR w Gdańsku oraz przewodniczącego Komisji Kultury Komitetu Wojewódzkiego PZPR. W komitecie wojewódzkim zaangażowany był także jako lektor. Należał do Miejskiego Komitetu Frontu Jedności Narodu w Gdańsku i Ochotniczej Rezerwy Milicji Obywatelskiej.
Zmarł w Warszawie, pochowany na cmentarzu komunalnym Północnym (kwatera O-I-12-2-34).

## Twórczość
- A żyć trzeba dalej...[7]
- Długi prosi o karę śmierci
- Drugi powrót
- Dwaj przyjaciele
- Heron lubił dolary
- Jolka, córka mewy[8]
- Koniec najdłuższego rejsu
- Kormoran wychodzi w rejs
- Mewy[9]
- Między ogniem a wodą
- Mord w Lesie Kociewskim[10]
- Morze nie odda ofiar[11]
- Nieżołnierze, niebohaterzy
- Opowiastki dla Kubusia[12]
- Ostatnia noc przed końcem rejsu
- Pierwszy sztorm[13]
- Prom
- Przyszedłem pana zabić
- Rozbitek
- Skrawek nieba[14]
- Stella Maris[15]
- Sylwestrowa noc; kryminał
- Szablą i fortelem
- Wiatr
- Wyrok śmierci[16]
- Wyrok śmierci cz.2 – W imieniu prawa
- Wyrok śmierci cz.3 – Zamach[16]
- Za cenę własnego życia
- Żołnierzyk[17]

## Ordery i odznaczenia
- Krzyż Komandorski Orderu Odrodzenia Polski (4 marca 2002)[18]
- Krzyż Oficerski Orderu Odrodzenia Polski
- Krzyż Kawalerski Orderu Odrodzenia Polski
- Złoty Krzyż Zasługi
- Srebrny Krzyż Zasługi (8 lipca 1954)[19]
- Odznaka 1000-lecia Państwa Polskiego”
- Odznaka „Zasłużony Działacz Kultury”
- Odznaka honorowa „Zasłużonym Ziemi Gdańskiej”
- Odznaka „Zasłużony Pracownik Morza”
- Odznaka honorowa m. Gdańska”
- Odznaka „Za Zasługi dla Gdańska”

Źródło:.

## Nagrody i wyróżnienia
- wyróżnienie w ogólnopolskim konkursie literackim Polskiego Radia na słuchowisko o tematyce 25-lecia PRL - za słuchowisko Wiatr (1969)[20]